# Estadio Héroes de San Mateo
El Estadio Héroes de San Mateo es el nombre que recibe una instalación deportiva multipropósito localizada en la ciudad de San Mateo, la capital del Municipio Bolívar en el Estado Aragua al centro norte del país sudamericano de Venezuela.
El recinto deportivo es utilizado para una variedad de actividades entre las que destacan principalmente la práctica del fútbol. Ha sido sede de diversos equipos locales, siendo el más reciente el Unión Atlético Aragua de la Segunda División Venezolana 2011/12, quien se trasladó al final de la temporada al Estadio Giuseppe Antonelli de la ciudad de Maracay.
El nombre del estadio hace referencia a los llamados "Héroes de San Mateo" llamados así por su resistencia contra los españoles en la Batalla de San Mateo (1814) en el marco de la Guerra de Independencia de Venezuela.